# Uduch Sengebau Senior
J. Uduch Sengebau Senior – palauańska prawniczka i polityczka. Wieloletnia członkini Senatu Palau, ministra spraw zagranicznych w 2021 roku oraz ministra sprawiedliwości i wiceprezydentka Palau w latach 2021–2025.

## Życiorys

### Młodość, edukacja i kariera zawodowa
W 1979 ukończyła szkołę podstawową w Kororze. W 1983 roku ukończyła szkołę średnią w Hilo na Hawajach. W 1988 zdobyła tytuł Bachelor of Arts na Uniwersytecie Hawajskim z języka angielskiego i filozofii. W 1993 roku ukończyła studia prawnicze na tym samym uniwersytecie.
W latach 1993–1996 pracowała jako prawniczka w biurze Sądu Najwyższego Palau. W latach 1996–1999 była zastępczynią prokuratora generalnego Palau. W 1999 została sędzią odpowiedzialną za sprawy związane z własnością gruntową. Od 2000 do 2007 roku pracowała jako sędzia w sądzie apelacyjnym odpowiedzialnym za sprawy cywilne i kryminalne. Dodatkowo, od 2003 do 2007 ponownie zajmowała się sprawami związanymi z własnością, jednak na wyższym stanowisku. Od 2007 roku prowadzi własną kancelarię prawną.

### Działalność polityczna
Z powodzeniem wystartowała w wyborach generalnych w Palau w 2012 roku do Senatu Palau jako kandydatka bezpartyjna. Uzyskała 3419 głosów z 9406 oddanych głosów. Została jedną z 3 kobiet w 29-miejscowym parlamencie. Jako parlamentarzystka zaangażowała się w tematy związane z prawami kobiet oraz równouprawnieniem. Zgłosiła projekt ustawy wprowadzający m.in. urlop macierzyński oraz zakazujący dyskryminacji wobec kobiet w ciąży w miejscu pracy. Uzyskała reelekcję w wyborach generalnych w Palau w 2016 roku zdobywając 4997 głosów. Została przewodniczącą (a później wiceprzewodniczącą) senackiej komisji ds. sprawiedliwości oraz komisji ds. młodzieży, spraw społecznych i kultury, jednak zrezygnowała z nich w 2017 roku.
W 2020 roku wystartowała wspólnie z Surangelem Whippsem Jr. w wyborach generalnych w Palau w 2020 roku, ubiegając się o urząd wiceprezydentki Palau. W wyborach z powodu limitu kadencji nie mógł wziąć udziału ówczesny prezydent Tommy Remengesau. Uzyskała 5112 głosów wobec 4761 uzyskanych przez jej przeciwnika, urzędującego senatora Franka Kyoty. Z początkiem swojej kadencji jako wiceprezydentki kraju prezydent Whipps mianował ją ministrą spraw zagranicznych w swojej administracji. Po 6 miesiącach odwołał ją jednak ze stanowiska i mianował Sengebau ministrą sprawiedliwości. W październiku 2024 roku była delegatką Palau na 79. sesję Zgromadzenia Ogólnego Organizacji Narodów Zjednoczonych.
Nie uzyskała reelekcji w wyborach generalnych w Palau w 2024 roku. Surangel Whipps Jr. ponownie został wybrany na prezydenta kraju, zdobywając 5626 głosów (wobec 4103 swojego przeciwnika, byłego prezydenta Tommiego Remengesau). Sengebau zdobyła jedynie 2829 głosów wobec 6726 oddanych na jej przeciwnika, byłego wiceprezydenta kraju w administracji Remengesau, Raynolda Oilouch.

### Pozostała działalność
Jest współzałożycielką organizacji pozarządowej Centre for Women’s Empowerment Palau wspierającej prawa kobiet w Palau.

### Życie prywatne
Jest mężatką, ma czwórkę dzieci.